# مشاور بازرگانی
مشاور بازرگانی یا مشاور تجارت فرد یا مؤسسه ای است که به منظور تسهیل فعالیت‌های تجاری به تجار و کسب‌وکارها مشاوره ارائه می‌دهد تا آن‌ها بتوانند با بینش و آگاهی کاملی به تجارت پرداخته و در طی زمان کوتاهی به سودآوری‌های مدنظر خود دست یابند. مشاوران بازرگانی می‌توانند به مشتریان خود در کاهش ریسک و خطرات ضرر و زیان در تجارت کمک کنند. مشاوره بازرگانی و تجاری و اهمیت استفاده از آن در فعالیت‌های تجاری می‌تواند مشتریان را به ارتقا و پیشرفت در کسب و کار و سودآوری هدایت کند.مشاوران تجارت می‌توانند در زمینه‌های مختلفی از جمله بازاریابی، فروش، استراتژی،  اقتصادی و مالی، عملیات، مدیریتی و منابع انسانی و غیره به کسب‌وکارها مشاوره ارائه دهند.
امروزه عرصه تجارت و بازرگانی به سرعت و مستمراً در حال تغییر است. شرکت‌ها مداوماً به دنبال راه‌های جدیدی برای پیشی گرفتن از رقبا هستند. با این حال نیاز دائمی به بهبود و نوآوری می‌تواند یافتن راه‌های جدید برای آزمایش و ارتقا خود را برای شرکت‌ها دشوار کند. مشابه سایر مشاوران، مشاوران بازرگانی اغلب دارای تجربه و مهارت‌هایی هستند که برای کار با انواع مشتریان حرفه ای بسیار مهم است.مشاوره بازرگانی مجموعه ای از نکات و راهکارهای مفید است که توسط یک فرد آگاه و متخصص ارائه می شود و هدف از این فرآیند رونق کسب‌وکار و دستیابی به درصد بالایی از موفقیت تجاری است.
مشاوران بازرگانی با ارائه دیدگاه‌های تازه به کسب‌وکارها کمک کرده و از دانش و تخصص خود در تجارت برای کمک به سازمان‌ها و تجار در صرفه جویی زمانی برای شناسایی مجوزهای مورد نیاز برای تجارت خود بهره می‌برند. آنان با ارائه مشاوره، راهبردها و راه حل‌هایی به بنگاه‌ها کمک می‌کنند تا عملکرد و کارایی خود را بهبود بخشند. آنها علاوه بر دیدگاهی تازه و بینش عینی، دارای تخصص، مهارت و دانش تجاری هستند. وظیفه اصلی آنها کمک به شرکت‌ها در شناسایی مشکلات، توسعه استراتژی‌ها و اعمال تغییرات برای رشد و موفقیت است. به عنوان مثال آنها می‌توانند در تعیین اینکه آیا مجوز برای یک فعالیت تجاری مورد نیاز است یا خیر یا در خود فرایند دریافت مجوزهای موردنیاز مشورت هائی ارائه کنند. مشاوران بازرگانی می‌توانند به کسب‌وکارها در ارزیابی امنیت زنجیره تأمین، شناسایی شکاف‌ها و بهبودها و ارزیابی شرکای زنجیره تأمین خود کمک کنند.

### برخی از خدمات مشاوره بازرگانی[۲]
- گسترش فعالیت به بازارهای جدید یا افزایش آگاهی درخصوص بازار فعلی
- سازماندهی مجدد مدل تجاری به منظور تدوین  استراتژی مقرون به صرفه
- ارائه راهکارهایی در خصوص افزایش قابلیت‌های تجاری
- ارائه پیشنهادهایی در خصوص انجام سرمایه‌گذاری‌های تجاری جدید
- مشورت و راهنمایی در خصوص ادغام کسب‌وکارها با کسب‌وکارهای دیگر
- راهنمایی و مشورت در خصوص تغییر ساختار کسب و کار
- تجزیه و تحلیل کسب‌وکار: مشاور با بررسی وضعیت تجارت، نقاط قوت و ضعف، فرصت‌ها و تهدیدات را شناسایی می‌کند.
- تدوین راهبرد: مشاور با توجه به اهداف تجاری، استراتژی‌هایی را برای رسیدن به آن اهداف ارائه می‌دهد.
- حل مشکلات: مشاور با استفاده از دانش و تجربه خود، به صاحبان و مدیران کسب و کارها در حل مشکلات و چالش‌های آنها کمک می‌کند.

## مشاور بازرگانی بین‌المللی
یک مشاور تجارت بین‌المللی می‌تواند به سازمان‌ها ، شرکت‌ها و بازرگانان کمک کند تا راهنمایی و مشاوره‌های مورد نیاز خود را در مورد تغییرات احتمالی آینده در بازارهای خارجی کسب کنند. از آنجایی که مقررات بازرگانی بین‌المللی اغلب درحال تغییر است، برای سازمان‌ها و کسب‌وکارها مهم است که تا آنجا که می‌توانند آماده باشند تا عملیات بازرگانی خود را به‌روز و منطبق نگه دارند. در حالی که این می‌تواند برای کسب‌وکارها چالشی باشد که با آخرین تغییرات همراه باشند، یک مشاور بازرگانی می‌تواند در این خصوص کمک کننده باشد.
بازرگانان پیش از هر اقدامی در تجارت بین‌المللی باید از کلیه قوانین تجارت خارجی در صادرات و واردات آگاهی داشته باشند تا زمان و منابع خود را از دست ندهند. آنها همچنین باید از رویه های گمرکی و شرایط حاکم بر آن آگاه باشند و بتوانند بهینه ترین روش را برای بهبود تجارت خود انتخاب کنند.مشاوران بازرگانی بین‌المللی خدماتی را برای کمک به مدیریت پیچیدگی‌های تجارت خارجی از به مشتریان خود ارائه می‌دهند، مثلاً به مشتری خود کمک می‌کند تا تمام پاسخ‌های مورد نیاز را در مورد تجارت آینده خود دریافت کند، یا در حوزه پیچیده واردات و صادرات اطمینان حاصل کنند پروژه تجارت آنها در هر مرحله با قوانین و مقررات کشورهای دیگر سازگار هستند.

### برخی از خدمات مشاوره بازرگانی بین‌المللی
- ارائه مشاوره تخصصی در مورد بازارهای مالی بین‌المللی، نوسانات ارز و روندهای اقتصادی در کشورهای مختلف
- کمک به کسب‌وکارها برای توسعه و اجرای استراتژی‌های مؤثر برای فروش محصولات یا خدمات خود در بازارهای بین‌المللی
- تهیه گزارش و پروپوزال برای مشتریان بر اساس تحقیقات بازار و تجزیه‌وتحلیل فرصت‌های بالقوه در کشورهای خارجی
- مشاوره به مشتریان در مورد بهترین ساختار معاملات بازرگانی بین‌المللی، از جمله ادغام و اکتساب، سرمایه‌گذاری مشترک و اتحاد استراتژیک
- پیشنهاد فرصت‌های تجاری جدید برای رشد در بازارهای بین‌المللی از طریق برنامه‌ریزی استراتژیک، تحقیق و تحلیل
- حواله‌های ارزی و بازگشایی انواع اعتبارات اسنادی
- مشاوره در امور گمرکی